# Universidad Politécnica de Palestina
La Universidad Politécnica de Palestina (en árabe: جامعة بوليتكنك فلسطين) es una universidad situada en Hebrón, una localidad de Palestina. La escuela fue fundada en 1978 por la Unión de graduados universitarios (UGU), una organización sin fines de lucro, en Hebrón. La matrícula en 2007 fue superior a 5000 estudiantes.
PPU tiene cinco facultades: Facultad de Ingeniería, Facultad de Tecnología de la Información e Ingeniería Informática, Facultad de Ciencias Aplicadas, Facultad de Ciencias Administrativas e Informática y la Facultad Profesiones Aplicadas.
Ofrece grados de maestría en Mecatrónica, Matemáticas, biotecnología y la informática. Dispone de dos años de carreras de diplomas , y desde 1990 ha estado ofreciendo un Bachillerato en Ciencias en ingeniería.
La universidad es reconocida oficialmente por el Ministerio de Educación Superior de Palestina.